# Кліматіус
Кліматіус (Climatius) — риби вимерлого в девоні роду класу колючкозубих. Викопні рештки знайдені в Європі та Північній Америці.
Судячи по потужному хвостовому і стабілізуючих плавцях були, ймовірно, активними хижаками, полювали на інших риб і ракоподібних.
Щодо деталей будови кліматіусів у фахівців немає єдиної думки.

## Думки щодо будови кліматіуса

### Думка № 1
Як вважають одні вчені, кліматіус мав безліч плавцевих шипів — іхтіодорулітів, але при цьому у нього був неповний набір плавців: хвостовий, непарний задній спинний та анальний  плавці, укріплені іхтіодорулітами. За парними грудними, проміжними і черевними іхтіодорулітами, відповідно до цієї точки зору, ніяких плавців не було. Так само, без плавця був передній спинний шип. Між парними грудними шипами розташовувалися кісткові пластинки, які зрослися з іхтіодорулітами і утворили плечовий пояс риби. Крім того, відповідно до цієї версії, як і всі акантоди, кліматиус був тупоголовою рибою з очима, сильно наближеними до переднього краю черепа. У довжину він становив 7,5-13 см.
Отже, в цій реконструкції кліматиус постає досить колючою рибою, майже позбавленою плавців.

### Думка № 2

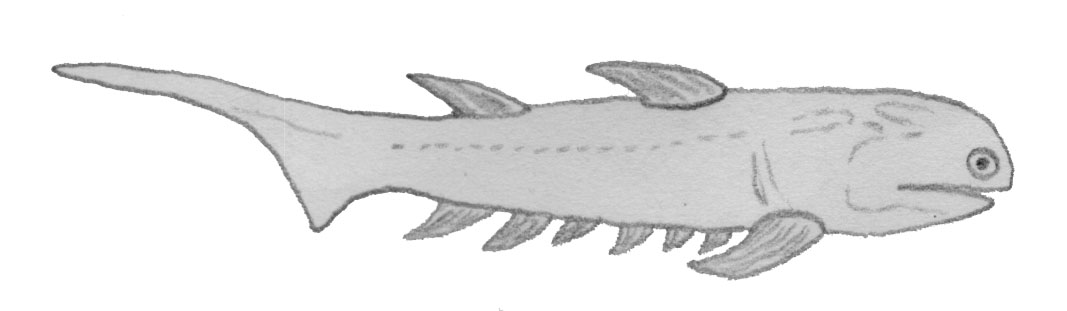
Багатоплавцевий варіант реконструкції

Інші вчені вважають що майже за кожним шипом розташовувався плавець.
У такій реконструкції риба нагадує  вітрильний фрегат XVIII–XIX ст.
При цьому одні дослідники вважають, що плавці були невеликими, «зародковими», а грудні плавці зовсім відсутні, але інші ратують за багатоплавцевого кліматіуса.

## Час і місце проживання
Кліматиуси жили в пізню епоху  силуру — ранню епоху  девону, 425–390 млн років тому.
Мешкали в  Європі ( Великої Британії) і  Північній Америки ( Канаді).